# Кустердинген
Кустердинген (њем. Kusterdingen) општина је у њемачкој савезној држави Баден-Виртемберг. Једно је од 15 општинских средишта округа Тибинген. Према процјени из 2010. у општини је живјело 8.240 становника. Посједује регионалну шифру (AGS) 8416023.

## Географски и демографски подаци
Кустердинген се налази у савезној држави Баден-Виртемберг у округу Тибинген. Општина се налази на надморској висини од 405 метара. Површина општине износи 24,2 km². У самом мјесту је, према процјени из 2010. године, живјело 8.240 становника. Просјечна густина становништва износи 340 становника/km².